# Anurogryllus muticus
Espèce
Synonymes
A. angustulus (Walker, 1869) 
 A. clarazianus (Saussure, 1874) 
 A. comptus (Walker, 1869) 
 A. guadaloupensis (Fabricius, 1793)
Anurogryllus muticus, également connu sous le nom de grillon à queue courte de De Geer, ou plus simplement sous le nom de grillon à queue courte (nom donné à beaucoup d'espèces du genre Anurogryllus (en)), est une espèce d'insectes de la famille des Gryllidae.
Cette espèce est originaire des Bermudes, des Caraïbes, ainsi que d'Amérique centrale et du Sud. Ces grillons sont nocturnes et se cachent dans un terrier le jour.

## Histoire
À une époque, quasiment tous les grillons à queue courte des États-Unis étaient considérés comme appartenant à l'espèce Anurogryllus muticus, qui regroupait les grillons vivant du Canada jusqu'en Amérique du Sud. Lors d'une révision de l'espèce effectuée par T. Walker en 1973, l'espèce Anurogryllus arboreus (en) est séparée de Anurogryllus muticus, du fait de certaines différences morphologiques et dans le comportement du mâle. L'espèce Anurogryllus muticus comprend désormais les grillons à queue courte originaires des Bermudes, des Caraïbes, de l'Amérique centrale et du Sud ainsi que du Brésil, tandis que l'espèce A. arboreus couvre la partie continentale des États-Unis.
Anurogryllus muticus comprend deux sous-espèces : A. muticus caraibeus (Saussure, 1874), qui se trouve dans les Caraïbes et a été décrite à Saint-Thomas, aux îles Vierges des États-Unis, et A. muticus muticus (De Geer, 1773), qui vit en Amérique centrale et du Sud, et a été décrite au Suriname.

## Description
A. muticus est un petit grillon de couleur brun pâle. Son oviscapte est très court. Les adultes possèdent des ailes, et ne les perdent pas, contrairement aux A. arboreus.

## Comportement
Les grillons A. muticus sont nocturnes et se cachent dans un terrier lors du jour. Ils creusent la nuit et stockent de la nourriture dans les différentes poches creusées sous la terre. L'entrée du terrier est normalement bouchée, sauf lorsque le propriétaire se trouve à l'extérieur. La nourriture préférée du A.muticus semble être le trèfle Alysicarpus vaginalis (en) ; c'est pour cela que le A. muticus construit ses terriers à proximité de cette plante. Cela présente un grand avantage pour les femelles, qui se nourrissent beaucoup de cette plante lors des périodes de ponte.
Les A. muticus appellent pour attirer un partenaire. Cet appel s'effectue durant la quasi-totalité de la nuit, contrairement aux A. arboreus, qui n'appellent que durant les deux ou trois heures après le coucher du soleil. Le grillon à queue courte dépense la plupart de son énergie dans ces appels et même s'il métabolise des carbohydrates et des lipides lors de son repos, il utilise notamment les lipides stockés dans ses testicules.